# Ivan Alekseyevich Bunin
Ivan Alekseyevich Bunin (tiếng Nga: Иван Алексеевич Бунин; 22 tháng 10 năm 1870 - 8 tháng 11 năm 1953) là một nhà văn, nhà thơ Nga đoạt Giải Nobel Văn học năm 1933.

## Tiểu sử và sự nghiệp
Ivan Bunin sinh ở miền Trung nước Nga, tuổi thơ sống ở miền quê tĩnh lặng của tỉnh Oryol. Thời trẻ ông làm thợ sửa bản in, viết báo. Năm 1891 in tập thơ đầu tay Dưới bầu trời rộng mở, năm 1897 xuất bản tập truyện ngắn đầu tiên Nơi cuối trời và các truyện ngắn khác, được giới phê bình đánh giá cao. Năm 1889 Bunin rời quê, làm nhiều nghề kiếm sống như thợ sửa bản in thử, thủ thư, làm báo... Niềm đam mê hội họa và âm nhạc đã ảnh hưởng tới sáng tác văn học sau này của ông. Bunin làm thơ, viết văn khá sớm, sự nghiệp văn chương của ông chủ yếu nổi tiếng về văn xuôi với các truyện ngắn và truyện vừa.
Tác phẩm đầu tiên của ông là bài thơ Bên mộ Nadson - tên nhà thơ Nga (Semën Yakovlevich Nadson). Năm 1891 ông xuất bản tập thơ trữ tình đầu tiên Những bài thơ (1891) ở Oryol. Thơ đã mở đầu văn nghiệp và còn đeo đẳng mãi ngòi bút của ông đến tận cuối đời. Năm 1894 ông in truyện ngắn đầu tay Tanka. Năm 1897, xuất bản tập truyện ngắn đầu tiên Nơi cuối trời và các truyện ngắn khác, viết về sự suy tàn của tầng lớp quý tộc và cảnh sống cơ cực của người nông dân Nga, được giới phê bình khen ngợi.
Tác phẩm của ông không đề cập đến các vấn đề chính trị. Ông không theo một trường phái nào như suy đồi, tượng trưng, lãng mạn hay tự nhiên chủ nghĩa. Ông sống chủ yếu ở nông thôn, đi du lịch nhiều nơi ở Nga và các nước trên thế giới như Ý, Thổ Nhĩ Kỳ, Hi Lạp, Palestine, Tunisia, Ai Cập và các vùng nhiệt đới... Ông quan tâm nhiều đến các vấn đề về tâm lý, tôn giáo, đạo đức và lịch sử.
Năm 1909, Bunin được bầu làm viện sĩ danh dự Viện Hàn lâm Khoa học Nga. Năm 1910 ông xuất bản thiên truyện Làng, một bức tranh chân thực về cuộc sống nông thôn nước Nga; tác phẩm trở thành chủ đề bàn luận sôi nổi của giới trí thức Nga về thực chất xã hội Nga và chỉ trong một thời gian rất ngắn đã khiến Bunin nổi tiếng; thành công này được tiếp tục phát huy ở các tác phẩm tiếp theo.
Sau Cách mạng tháng Mười ông di cư sang Pháp và tiếp tục sáng tác nhiều tác phẩm có giá trị. Tập truyện Những con đường rợp bóng được viết trong thời kỳ này. Ngoài văn, thơ, Bunin còn nổi tiếng là một dịch giả thơ bậc thầy. Bản dịch Bài ca Hiawatha của Henry Wadsworth Longfellow được tặng Giải thưởng Puskin.
Bunin là nhà văn Nga đầu tiên được nhận giải Nobel Văn học. Ông mất ở Pháp năm 1953.